# Temporada 1977-78 de los Houston Rockets
La temporada 1977-78 fue la séptima de los Houston Rockets en su nueva localización de Texas, y la decimoprimera en la NBA, tras haber jugado las cuatro primeras en San Diego (California). La temporada regular acabó con 28 victorias y 54 derrotas, ocupando el noveno puesto de la conferencia Oeste, no logrando clasificarse para los playoffs.

## Elecciones en elDraft
| Ronda | Puesto | Jugador       | Posición | Nacionalidad   | Universidad  |
| ----- | ------ | ------------- | -------- | -------------- | ------------ |
| 2     | 34     | Larry Moffett | Alero    | Estados Unidos | UNLV         |
| 2     | 40     | Robert Reid   | Alero    | Estados Unidos | Saint Mary's |
| 3     | 62     | Phil Bond     | Base     | Estados Unidos | Louisville   |

## Temporada regular
| División Central      | División Central | División Central | División Central | División Central | División Central | División Central | División Central | División Central |
| Equipo                | G                | P                | %                | PD               | Casa             | Fuera            | Div              |                  |
| --------------------- | ---------------- | ---------------- | ---------------- | ---------------- | ---------------- | ---------------- | ---------------- | ---------------- |
| y-San Antonio Spurs   | 52               | 30               | .634             | –                | 32–9             | 20–21            | 15–5             |                  |
| x-Washington Bullets  | 44               | 38               | .537             | 8                | 29–12            | 15–26            | 14–6             |                  |
| x-Cleveland Cavaliers | 43               | 39               | .524             | 9                | 27–14            | 16–25            | 9–11             |                  |
| x-Atlanta Hawks       | 41               | 41               | .500             | 11               | 29–12            | 12–29            | 8–12             |                  |
| New Orleans Jazz      | 39               | 43               | .476             | 13               | 27–14            | 12–29            | 8–12             |                  |
| Houston Rockets       | 28               | 54               | .341             | 24               | 21-20            | 7-34             | 6–14             |                  |

## Estadísticas
| Rk | Jugador          | Edad | P  | PT | MP   | TC   | TCI  | %TC  | TL  | TLI | %TL  | RO  | RD  | RT   | AS  | RB  | TAP | BP  | FP  | PTS  |
| -- | ---------------- | ---- | -- | -- | ---- | ---- | ---- | ---- | --- | --- | ---- | --- | --- | ---- | --- | --- | --- | --- | --- | ---- |
| 1  | Calvin Murphy    | 29   | 76 |    | 38.2 | 11.2 | 22.9 | .491 | 3.2 | 3.5 | .918 | 0.8 | 1.4 | 2.2  | 3.4 | 1.5 | 0.0 | 2.3 | 3.2 | 25.6 |
| 2  | Rudy Tomjanovich | 29   | 23 |    | 36.9 | 9.4  | 19.4 | .485 | 2.7 | 3.5 | .753 | 1.7 | 4.3 | 6.0  | 1.4 | 0.7 | 0.2 | 1.7 | 2.7 | 21.5 |
| 3  | John Lucas       | 24   | 82 |    | 35.8 | 5.0  | 11.5 | .435 | 2.4 | 3.0 | .772 | 0.6 | 2.5 | 3.1  | 9.4 | 2.0 | 0.1 | 2.6 | 2.5 | 12.4 |
| 4  | Moses Malone     | 22   | 59 |    | 35.7 | 7.0  | 14.0 | .499 | 5.4 | 7.5 | .718 | 6.4 | 8.6 | 15.0 | 0.5 | 0.8 | 1.3 | 3.7 | 3.0 | 19.4 |
| 5  | Dwight Jones     | 25   | 82 |    | 30.2 | 4.2  | 9.5  | .445 | 2.2 | 2.8 | .777 | 2.6 | 5.2 | 7.8  | 1.3 | 0.9 | 0.5 | 2.0 | 3.2 | 10.6 |
| 6  | Kevin Kunnert    | 26   | 80 |    | 26.9 | 4.6  | 10.5 | .437 | 1.2 | 1.7 | .689 | 3.3 | 5.4 | 8.7  | 1.2 | 0.6 | 1.1 | 1.8 | 3.9 | 10.4 |
| 7  | Mike Newlin      | 29   | 45 |    | 26.2 | 4.8  | 11.0 | .436 | 3.4 | 3.9 | .874 | 0.8 | 1.9 | 2.7  | 4.5 | 1.2 | 0.2 | 2.7 | 2.8 | 13.0 |
| 8  | Robert Reid      | 22   | 80 |    | 23.1 | 3.3  | 7.2  | .455 | 0.8 | 1.2 | .656 | 1.4 | 3.1 | 4.5  | 1.5 | 0.8 | 0.6 | 1.0 | 3.5 | 7.3  |
| 9  | Alonzo Bradley   | 24   | 43 |    | 18.6 | 3.0  | 7.1  | .428 | 1.0 | 1.4 | .729 | 0.6 | 1.7 | 2.3  | 1.3 | 0.4 | 0.1 | 1.3 | 1.9 | 7.0  |
| 10 | Ed Ratleff       | 27   | 68 |    | 17.1 | 1.9  | 4.6  | .419 | 0.6 | 0.7 | .830 | 0.8 | 1.6 | 2.4  | 2.3 | 0.9 | 0.3 | 1.0 | 1.6 | 4.4  |
| 11 | C.J. Kupec       | 25   | 49 |    | 12.8 | 1.7  | 4.0  | .426 | 0.6 | 0.7 | .818 | 0.6 | 1.3 | 1.9  | 1.0 | 0.2 | 0.1 | 0.5 | 1.1 | 4.0  |
| 12 | Ron Behagen      | 27   | 3  |    | 11.0 | 2.3  | 3.7  | .636 | 0.0 | 0.3 | .000 | 0.7 | 1.7 | 2.3  | 0.7 | 0.0 | 0.0 | 1.0 | 2.0 | 4.7  |
| 13 | John Johnson     | 30   | 1  |    | 11.0 | 1.0  | 4.0  | .250 | 2.0 | 3.0 | .667 | 2.0 | 1.0 | 3.0  | 1.0 | 0.0 | 0.0 | 3.0 | 3.0 | 4.0  |
| 14 | Rudy White       | 24   | 21 |    | 10.4 | 1.5  | 4.0  | .365 | 0.7 | 0.9 | .778 | 0.4 | 0.6 | 1.0  | 1.0 | 0.4 | 0.0 | 1.0 | 1.1 | 3.6  |
| 15 | Zaid Abdul-Aziz  | 31   | 14 |    | 9.6  | 1.4  | 3.4  | .426 | 1.1 | 1.4 | .750 | 0.9 | 1.6 | 2.5  | 0.5 | 0.1 | 0.1 | 0.8 | 1.8 | 3.9  |
| 16 | Mike Dunleavy    | 23   | 11 |    | 9.3  | 1.5  | 3.9  | .395 | 1.0 | 1.5 | .688 | 0.1 | 0.7 | 0.8  | 2.0 | 0.7 | 0.1 | 0.8 | 1.1 | 4.1  |
| 17 | Larry Moffett    | 23   | 20 |    | 5.5  | 0.3  | 0.9  | .294 | 0.3 | 0.5 | .600 | 0.5 | 0.6 | 1.1  | 0.4 | 0.1 | 0.1 | 0.4 | 0.8 | 0.8  |
| 18 | Robin Jones      | 23   | 12 |    | 5.5  | 0.9  | 1.7  | .550 | 0.3 | 0.8 | .400 | 0.4 | 0.8 | 1.2  | 0.2 | 0.1 | 0.1 | 0.6 | 1.3 | 2.2  |
| 19 | Phil Bond        | 23   | 7  |    | 3.0  | 0.3  | 0.9  | .333 | 0.0 | 0.0 |      | 0.1 | 0.4 | 0.6  | 0.3 | 0.1 | 0.0 | 0.3 | 0.1 | 0.6  |

## Galardones y récords
| Jugador      | Galardón |
| Moses Malone | All-Star |